# Colin Bakker
Colin Bakker (1977) è un ex sciatore alpino canadese.

## Biografia
Bakker, specialista delle prove veloci, in Nor-Am Cup esordì il 19 dicembre 1994 a Lake Louise in supergigante (30º), conquistò l'unica vittoria, nonché unico podio, il 7 dicembre 1995 nella medesima località in discesa libera e prese per l'ultima volta il via il 7 dicembre 1996 ancora a Lake Louise in supergigante (41º). Si ritirò all'inizio della stagione 1996-1997 e la sua ultima gara fu un supergigante FIS disputato il 16 dicembre a Big Mountain; non debuttò in Coppa del Mondo né prese parte a rassegne olimpiche o iridate.

## Palmarès

### Nor-Am Cup
- 1 podio:
  - 1 vittoria

#### Nor-Am Cup - vittorie
| Data            | Località    | Paese  | Specialità |
| --------------- | ----------- | ------ | ---------- |
| 7 dicembre 1995 | Lake Louise | Canada | DH         |

Legenda:

DH = discesa libera